# Hà Gian
Hà Gian (chữ Hán giản thể: 河间市, âm Hán Việt: Hà Gian thị) là một thành phố cấp huyện thuộc địa cấp thị Thương Châu, tỉnh Hà Bắc, Cộng hòa Nhân dân Trung Hoa. Thành phố Hà Gian có diện tích 1333 ki-lô-mét vuông, dân số năm 2002 là 760.000 người. Mã số bưu chính của Hà Gian là 062450, mã vùng điện thoại là 0317. Hà Gian nằm ở bình nguyên Hoa Bắc, nhiệt độ bình quân năm 12℃，lượng mưa hàng năm 561 mm. Về nông nghiệp, thành phố này chủ yếu trồng bông vải, tiểu mạch, ngô.